# Tina Punzel
Tina Punzel (Dresda, 1º agosto 1995) è una tuffatrice tedesca.

## Biografia
È figlia di Rainer Punzel, che gareggiò nei tuffi per la Germania Est.

## Palmarès
- Giochi olimpici

Tokyo 2020: bronzo nel sincro 3 m.
- Mondiali

Gwangju 2019: bronzo nel sincro misto 3 m.
- Europei di nuoto/tuffi

Rostock 2013: oro nel trampolino 3 m e argento nella gara a squadre.
Berlino 2014: argento nel sincro 3 m, bronzo nel trampolino 1 m e nella gara a squadre.
Rostock 2015: argento nel sincro 3 m e bronzo nel trampolino 3 m.
Kiev 2017: argento nel sincro 3 m.
Glasgow 2018: oro nel sincro 3 m misto, argento nel sincro 3 m e bronzo nel trampolino 3 m.
Kiev 2019: oro nella gara a squadre, argento nel sincro 3 m e nel sincro 3 m misto e bronzo nel trampolino 3 m.
Budapest 2020: oro nel trampolino 3 m e nel sincro 3 m, argento nel sincro 3 m misto e bronzo nella squadra mista.
Roma 2022: oro nel sincro 3 m e nel sincro 3 m misto.

## Riconoscimenti
- LEN Award: 2021